# Estação San Fermín-Orcasur

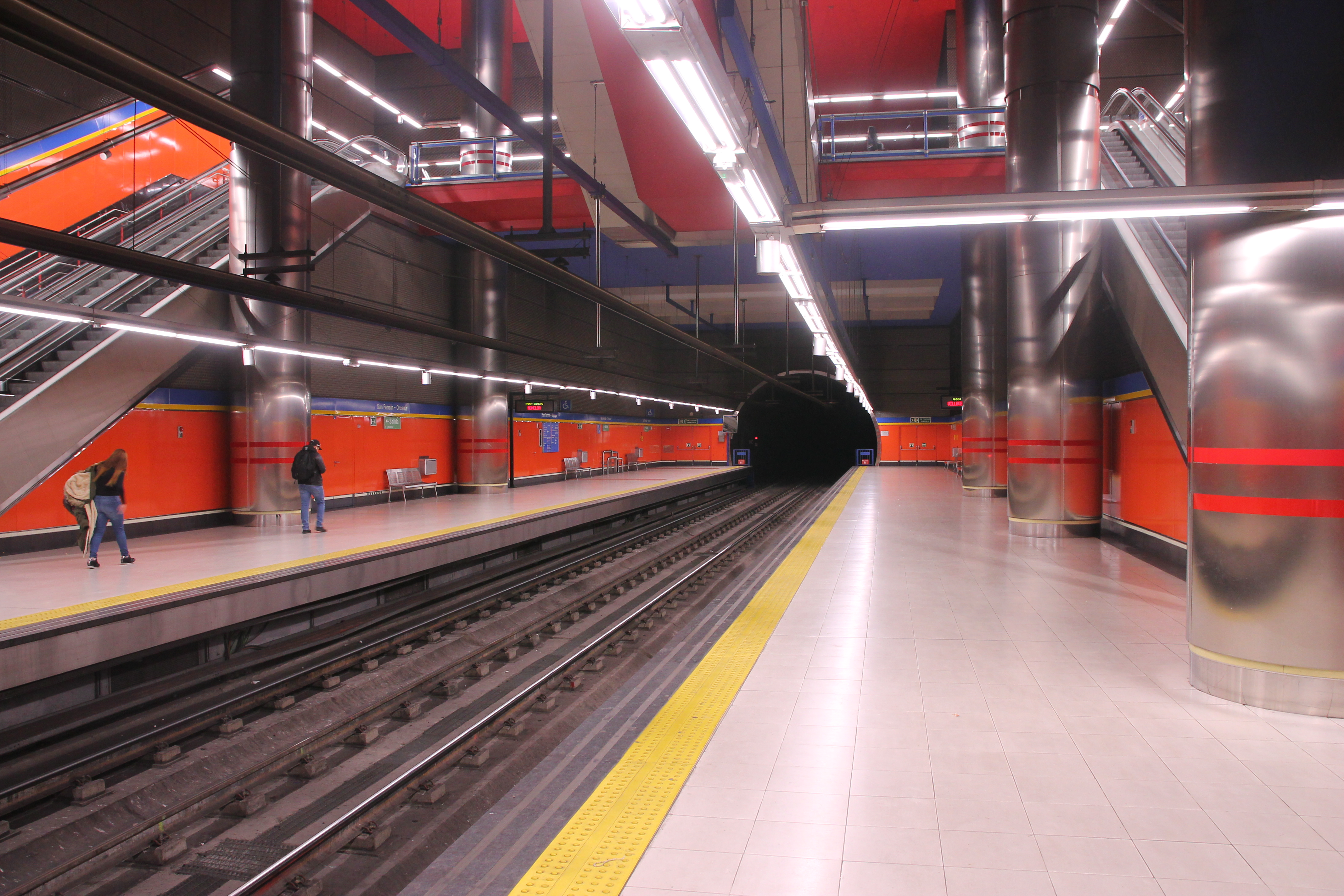
Plataforma de embarque.

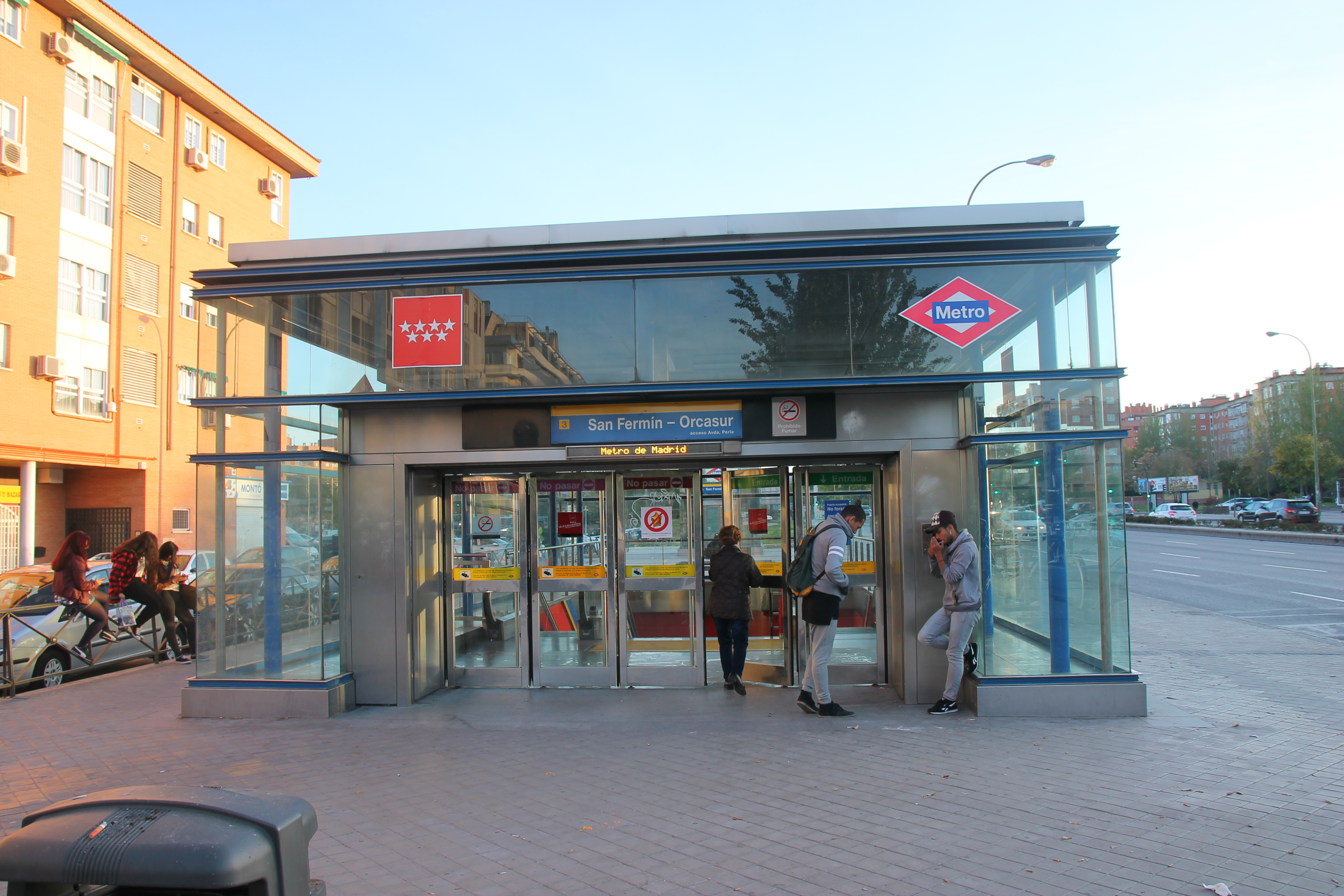
Acesso a estação.

San Fermín-Orcasur é uma estação da Linha 3 do Metro de Madrid. Está situada na intersecção da Avenida de Andalucía com a Avenida de los Poblados no distrito de Usera. 

## História
A estação foi inaugurada ao público em 21 de abril de 2007.